# Leif Tronstad
Leif Hans Tronstad, född 27 mars 1903 i Bærum, Norge, död 11 mars 1945 i Rauland, var en norsk professor, underrättelseofficer och militär organisatör, känd för sina insatser under andra världskriget, särskilt aktionen mot produktion av tungvatten på Vemork.

## Biografi
Tronstad fick utbildning till kemisk tekniker på Christiania teknisks skola 1922 och tog sedan studentexamen vid Haagaas skola 1923. År 1924 började han sina kemistudier vid Norges tekniska högskola (NTH) i Trondheim och tog examen som civilingenjör i kemi 1927. Efter examen arbetade han först som assistent vid NTH och därefter som kemist vid raffinaderiet i Kristiansand.
Tronstad tog 1931 sin doktorsgrad i kemi på avhandlingen Optische Untersuchungen zur Frage der Passivität des Eisens und Stahl. Han verkade därefter som docent vid NTH. År 1936 utsågs han till professor i teknisk-oorganisk kemi och var då en av landets yngsta professorer. År 1933 hade Tronstad kontaktat norska Hydro för att utveckla produktion av tungvatten vid Hydros anläggning i Vemork. Han fick en central roll vid uppbyggnaden av anläggningen och anlitades av Hydro som vetenskaplig konsult.

## Andra världskriget
Efter den tyska invasionen av Norge 1940 improviserade Tronstad tillsammans med frivilliga från den lokala skytteklubben en försvarslinje vid Hjerkinn, som täckte de norska styrkornas reträtt från Østerdalen. Han blev involverad i arbetet med att organisera motståndsgrupper i Trøndelag och organisera utrymningsvägar till Storbritannien över den nordvästra kusten. Från 1941 rapporterade han via spionsändare Skylark B till den brittiska underrättelsetjänsten Secret Intelligence Service (SIS) om anläggningen i Vemork och den då pågående tyska verksamheten med produktion av tungvatten.
Tronstad var medveten om att det norska tungvattnet kunde användas i processen för att utveckla kärnvapen. Hans kollega Njål Hole fick i uppdrag av SIS att övervaka Lise Meitners tyska kontakter och övervaka vilken typ av forskning som pågick i Tyskland under kriget.
I Storbritannien fick Tronstad erbjudanden att fortsätta sitt vetenskapliga arbete, men han ville engagera sig i det militära motståndet i Norge. Han avslutade kurser på norska brigaden i Skottland och fick kaptens grad. Sedan tjänstgjorde han vid norska försvarsministeriet. Han avancerade till major och chef för den norska Försvarsmaktens överkommandots fyra kontor, som arbetade med militärt motstånd i Norge. Han blev senare chef för tekniska kommittén inom Försvarsmaktens centralkommando (Fotu), som rekryterade norska forskare och ingenjörer till brittisk militär forskning.
Tronstad hade en central roll i att planera och organisera aktionen mot den tyska verksamheten i Vemork, och han belönades för detta med Order of the British Empire. Han var också involverad i att organisera övervakning av tyska officerare i Norge. Denna avlyssning gav bland annat information om den tyska produktionen av flygande bomber (V1) i Peenemünde. Informationen ledde till omfattande bombningar som försenade produktionen och gav britterna en välbehövlig respit.
År 1944 arbetade Tronstad vid hemmafronten med säkring av industri och infrastruktur i Norge mot eventuell tysk förödelse i linje med dem som redan genomförts i Finnmark. Den 4 oktober 1944 hoppade han tillsammans med soldater från Linge fallskärm på Hardangervidda för att leda Operation Sunshine i Telemark. Den 11 mars 1945 hade gruppen tagit en länsman tillfånga då de fruktade att gruppen skulle ha avslöjats. Under förhör av länsmannen i en stuga på Syrebekkstølen kom dennes bror och fritog honom. Både Tronstad och Gunnar Syverstad dödades i uppgörelsen. Länsmannen dömdes 1947 till fem års fängelse för mordförsök, och hans bror fick tio års fängelse för mord.

## Minnesmärken
Ett monument till minne av agenterna restes på Syrebekkstølen efter kriget. I Sandvika centrum finns Leif Tronstads torg, där kung Olav V avtäckte ett monument den 8 maj 1973. Tronstad har också gett sitt namn till Leif Tronstad väg i Trondheim och professor Tronstad gata i Rjukan.

## Utmärkelser
Tronstad blev mycket dekorerad för sina insatser under andra världskriget. Vid regeringssammanträde den 7 mars 1947 tilldelades han Norges högsta utmärkelse, Krigskorset. Han har dessutom tilldelats Krigsmedaljen och Deltagarmedaljen. Han beviljades vidare brittiska imperieorden och Distinguished Service Order, den franska Hederslegionen, det franska Krigskorset och den amerikanska Medal of Freedom med bronspalm.